# Кунаев, Артём Юрьевич
Артём Юрьевич Кунаев (укр. Артем Юрійович Кунаєв; род. 29 апреля 1992 года, Днепропетровск, Украина) — украинский политик, народный депутат Украины IX созыва.

## Биография
Окончил Днепропетровский университет имени Альфреда Нобеля (факультет международной экономики), Киевский национальный университет имени Тараса Шевченко. Кандидат наук. Изучает политологию в Запорожском национальном техническом университете (аспирант).
Кунаев работает в должности заместителя руководителя управления по маркетингу и продажам вертолетной техники АО «Мотор Сич». Он был инженером департамента маркетинга и продаж АО «Мотор Сич».
Кандидат в народные депутаты от партии «Слуга народа» на парламентских выборах 2019 года, № 100 в списке. На время выборов: беспартийный, проживает в Запорожье.
Член Комитета Верховной Рады по вопросам бюджета.
Руководитель группы по межпарламентским связям с Республикой Индонезия.